# رود اوسوا
رود اوسوا (انگلیسی: Usva) یک رودخانه در سرزمین پرم کشور روسیه است.